# Bridgit Mendler
Bridgit Claire Mendler (Washington, 18 dicembre 1992) è un'imprenditrice statunitense.
È diventata famosa per il ruolo da protagonista di Teddy Duncan, nella serie Buona fortuna Charlie e partecipando nella serie, I maghi di Waverly nel ruolo della vampira Juliet. Il 22 ottobre 2012 è uscito il suo album di debutto, Hello My Name Is....
Nel 2024 ha fondato la Northwood Space (di cui è anche CEO), una startup che ha come obiettivo di costruire stazioni terrestri satellitari per creare un’autostrada dati tra la Terra e lo spazio.

## Biografia
Nasce a Washington il 18 dicembre 1992, all'età di otto anni si trasferisce con la famiglia a Mill Valley, in California, dove studia recitazione iniziando a lavorare in alcune commedie, nel teatro di prosa e nel teatro musicale, diventando la più giovane artista del San Francisco Fringe Festival.
Nel settembre 2012, Bridgit Mendler rivelò in un'intervista con Krista Smith di Vanity Fair che stava studiando Arti Liberali presso l'University of Southern California. Decise di studiare arte dopo che due membri della sua band si unirono all'USC. In un'intervista di Brian Mansfield per USA Today, nel 2012, la cantante disse: "Il mio progetto in questo momento è solo quello di fare con lo studio un passo alla volta, per poi vedere come va. Sto solo andando a studiare qualcosa che sarà molto utile per la mia carriera musicale, basta prendersi cura dei miei corsi di istruzione generale per ora. Voglio sapere qualcosa al di fuori di quello che faccio".

### Carriera artistica

#### 2004-2009: inizio e film
Nel 2004 ottiene il suo primo ruolo nella pellicola d'animazione indiana The Leggend of Buddha, nella quale interpreta Lucy. A soli 13 anni ottiene un ruolo in qualità di guest star nella soap opera General Hospital, e nello stesso anno è la voce del personaggio Thornken nel video game Bone: The Great Cow Race, videogioco che traeva ispirazione da una serie a fumetti. Ha inoltre recitato nel film Alice una vita sottosopra, affiancando l'attrice Alyson Stoner e l'attore Lucas Grabeel, dove ha interpretato il ruolo dell'antagonista, rivale del personaggio di Stoner, Alice. Per la colonna sonora del film, Mendler fornì il suo supporto vocale alla canzone Free Spirit, eseguita dalla Stoner.
Nel 2008 venne annunciata la sua interpretazione di Kristen Gregory nell'adattamento cinematografico della popolare serie di romanzi per adolescenti The Clique. La pellicola uscì direttamente in DVD nell'autunno del 2008, il suo secondo film prodotto in questo formato. Nel 2007 aveva iniziato a lavorare ad un film con Lindsay Lohan dal titolo Incinta o... quasi. Inizialmente previsto per una versione cinematografica negli Stati Uniti, fu invece prodotto nel 2009 come film TV e trasmesso su ABC Family. Il film venne riprodotto in versione cinematografica in paesi come Russia, Romania, Spagna, Ecuador e Messico, con più di 2 milioni di spettatori. Ebbe inoltre un ruolo di supporto anche nel film Alvin Superstar 2.
Nel 2009 diviene un personaggio ricorrente nella serie di Disney Channel I maghi di Waverly, dove interpreta il ruolo di Giulietta Van Heusen fino alla fine della serie. Mendler, a partire dal 2009, appare in undici episodi totali, fino alla conclusione della serie nel 2012.

#### 2010-2014:Buona fortuna Charlie
Nel 2010, Bridgit Mendler divenne la star della serie targata, Disney Channel Buona fortuna Charlie, incentrata su una ragazza adolescente produttrice di video-diari per la sua sorellina. La serie ha debuttato il 4 aprile del 2010 ricevendo solo critiche positive. Nel 2011 ha interpretato il ruolo di Olivia White, il ruolo principale nel film Disney per la televisione, Lemonade Mouth, visto da 5,7 milioni di spettatori. Mendler ha inoltre eseguito numerose canzoni per la colonna sonora del film, pubblicata il 12 aprile 2011 dalla Walt Disney Records. Il primo singolo dalla colonna sonora, intitolato, Somebody, fu pubblicato il 4 marzo 2011, raggiungendo la 89ª posizione nella US Billboard Hot 100 chart. Il secondo singolo, Determinate, raggiunse la 51ª nella Billboard Hot 100.
Nel 2011, recita nel ruolo di supporto di Appoline nel film, Beverly Hills Chihuahua 2, successivamente registrò per il film la canzone, This Is My Paradise, pubblicata come singolo promozionale l'11 gennaio 2011 con un video musicale diretto da Alex Zamm. Il 31 marzo 2011 è fu confermato che la Mendler aveva firmato un contratto con la Hollywood Records, per lavorare al suo album di debutto. Anche nel 2011 recitò nel film Disney per la televisione, Buona Fortuna Charlie - Road Trip Movie, che ha debuttato il 2 dicembre 2011. La canzone, I'm Gonna Run To You è stata co-scritta e interpretata dalla Mendler, ed inoltre fu pubblicata come singolo promozionale il 12 novembre 2011. Mendler ha successivamente co-scritto e cantato, We Can Change The World, per la Disney, pubblicato come il suo terzo singolo promozionale l'11 giugno 2011.

#### 2012-2016:Hello My Name Is...eUndateable

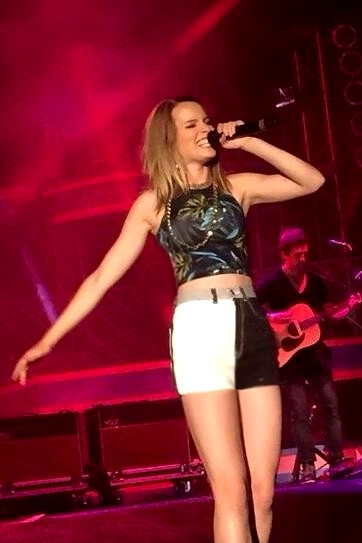
Bridgit nel Summer Tour (2014)

Nel 2012, partecipa come guest star nella serie televisiva, Dr. House Medical Division, nel quale interpreta il ruolo di Callie Rogers, un'adolescente in fuga senza casa affetta da una misteriosa malattia. Nell'estate 2012, confermò il titolo del suo singolo di debutto ufficialeː Ready or Not, scritto da lei stessa, Emanuel "Eman" Kiriakou ed Evan "Kidd" Bogart. La canzone fu pubblicata per il download digitale il 7 agosto 2012 e per la diffusione radiofonica il 21 agosto 2012. Ready or Not raggiunse la 49ª posizione negli Stati Uniti e 53ª in Australia, la 7ª nel Regno Unito e tra i primi venti della classifica in Belgio, la Repubblica d'Irlanda e Nuova Zelanda. La canzone ricevette la certificazione, disco di platino negli Stati Uniti e in Canada e disco d'oro in Danimarca, Nuova Zelanda e in Norvegia. La Mendler si è avventurata col suo primo tour, Bridgit Mendler: Live in Concert. Il tour raggiunse per prima, solo il Nord America suonando in occasione di fiere di stato, festival musicali e per una serie concerti Jingle Ball. L'album di debutto della Mendler, Hello My Name Is..., venne pubblicato il 22 ottobre 2012 per la Hollywood Records. Tutte le canzoni sono state scritte dalla stessa Bridgit con i collaboratori. L'album raggiunse la 30ª posizione nella Billboard 200, vendendo circa 200 000 copie. A livello internazionale l'album ha debuttato in alcuni paesi come la Polonia, Australia, Regno Unito, Francia e Spagna. La voce della Mendler venne confrontata con le voci di Lily Allen, Cher Lloyd, Jessie J e Karmin. Dell'album ha pubblicato due singoli promozionali: I Forgot to Laugh e Top of the World.
Il 12 febbraio 2013 ha pubblicato per la radio, il suo secondo singolo, Hurricane. La canzone raggiunse negli Stati Uniti la 1ª posizione nella Billboard Bubbling Under Hot 100. Il 2 aprile 2013 ha presentato una versione remix del singolo, e, il 21 giugno 2013, un EP remixato. Anche a giugno la Mendler ha debuttato con il suo secondo tour, il summer tour, raggiungendo solo gli Stati Uniti. In 30 aprile ha pubblicato l'extended play Live in London, da Universal Music, registrato a una speciale performance nel Regno Unito.
Il 28 giugno 2013, Bridgit Mendler ha iniziato la seconda tappa del Summer Tour a Charlottetown, in Canada, dove ha cantato una delle sue nuove canzoni, Fly to You. Il 5 luglio 2013, ha eseguito un nuovo brano, Deeper Shade of Us, un disco di genere dance-pop. Il 24 novembre 2013 in un'intervista con Clevver TV postata su YouTube, la Mendler ha confermato che stava lavorando al suo secondo album in studio la cui pubblicazione era prevista per il 2015. Il giorno dopo, il 25 novembre 2013, fu annunciato la sua partecipazione alla seconda stagione della serie comica Undateable, prodotta dalla NBC. Sarà la protagonista nel ruolo di Candace, una cameriera sfortunata ma ottimista. L'8 maggio 2015 la NBC ha rinnovato la Bridgit Mendler per la terza stagione, composta interamente da episodi dal vivo. Il 2 luglio 2015 venne confermato che Bridgit Mendler, all'inizio del 2015 ha lasciato l'etichetta discografica Hollywood Records.
Il 4 agosto 2016 annuncia il titolo del suo nuovo singolo, Atlantis in collaborazione con Kaiydo pubblicato il 26 agosto 2016. Il singolo anticipa il suo EP, Nemesis, pubblicato il 18 novembre 2016. Dopo Nemesis l'anno successivo pubblica tre singoli inediti.

### Carriera recente
Dopo il suo ruolo di attrice e cantante, si è distaccata dal mondo dello spettacolo e ha ottenuto diversi traguardi accademici: una laurea in antropologia nel 2016 per poi specializzarsi in Storia dell’arte, una laurea alla Massachusetts Institute of Technology nel 2020, sta frequentando un dottorato di ricerca nel Centro per le comunicazioni costruttive e le macchine sociali del MIT. Nel maggio 2024 le è stato asseganto il Juris Doctor dalla Harvard Law School.
Nel 2024 ha fondato ed è diventata  CEO di Northwood Space, una startup che ha come obiettivo di costruire stazioni terrestri satellitari per creare un’autostrada dati tra la Terra e lo spazio.

## Vita privata
Bridgit Mendler ha rivelato di essere diventata mamma di un bambino di 4 anni tramite un processo di affidamento conclusosi nel 2022.

## Stile musicale
Per Bridgit Bob Dylan è il suo principale riferimento musicale. In un'intervista con Disney Channel Paesi Bassi, ha rivelato che la sua canzone preferita è Don't Think Twice, It's All Right, tratta dall'album del 1963, The Freewheelin 'Bob Dylan.

## Immagine pubblica

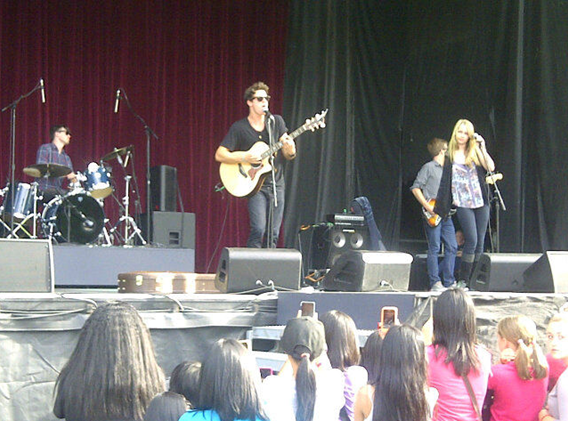
Bridgit Mendler e Shane Harper in un'esibizione insieme nel 2011

Bridgit Mendler possiede un'immagine pulita e onesta, al di fuori di guai e scandali. Viene vista come un'artista "fastidiosa" da Top Ten perché è troppo corretta. Brigit Mendler nel 2012 fu inclusa da Billboard tra i sedici grandi artisti del 2012. Nel 2013 è apparsa anche nella lista delle tredici. È stata scelta anche come una delle dieci giovani artiste più hot da Forbes Woman. Nel 2012, Bridgit Mendler venne scelta come modella dell'anno da Common Sense Media, un'organizzazione no-profit che onora i talenti innovativi del mondo dello spettacolo, nell'ordine pubblico e della tecnologia e ricompensa principalmente insegnanti, scienziati e filantropi. Venne premiata per il suo lavoro di beneficenza anti-bullismo con lo scopo di migliorare la vita delle famiglie fornendo un modello affidabile e creando un impatto positivo nel mondo. Bridgit Mendler fu, dopo Miranda Cosgrove, la seconda giovane artista a vincere il premio.

## Filmografia

### Cinema
- Alice una vita sottosopra (Alice Upside Down), regia di Sandy Tung (2007)
- The Clique, regia di Michael Lembeck (2008)
- Alvin Superstar 2 (Alvin and the Chipmunks: The Squeakquel), regia di Betty Thomas (2009)
- Incinta o... quasi (Labor Pains), regia di Lara Shapiro (2009)
- Muppets 2 - Ricercati (Muppets Most Wanted), regia di James Bobin (2014)
- Il padre dell'anno (Father of the Year), regia di Tyler Spindel (2018)

### Televisione
- General Hospital – serie TV, episodio 44x16 (2006)
- Jonas L.A. – serie TV, episodio 1x01 (2009)
- I maghi di Waverly (Wizards of Waverly Place) – serie TV, 10 episodi (2009-2012)
- Buona fortuna Charlie (Good Luck Charlie) – serie TV, 97 episodi (2010-2014)
- Lemonade Mouth, regia di Patricia Riggen – film TV (2011)
- Buona fortuna Charlie - Road Trip Movie (Good Luck Charlie: It's Christmas!), regia di Arlene Sanford – film TV (2011)
- Extreme Makeover: Home Edition – programma TV, episodio 9x09 (2011)
- Scherzi da star (PrankStars) – serie TV, episodio 1x06 (2011)
- Dr. House - Medical Division (House, M.D.) – serie TV, episodio 8x10 (2012)
- Violetta – serie TV, episodio 2x11 (2013)
- Jessie – serie TV, episodio 3x07 (2013)
- Undateable – serie TV, 23 episodi (2015-2016)
- Nashville – serie TV, episodio 5x03 (2017)
- Buon quel che vi pare (Merry Happy Whatever) – serie TV, 8 episodi (2019)

### Doppiatrice
- Marie Appoline Bouvier in Beverly Hills Chihuahua 2 (2011)
- Arrietty in Arrietty - Il mondo segreto sotto il pavimento (2012)

### Web-Serie
- Austin Mahone Takeover - documentario web, episodio 1x15 (2012)

## Discografia

### Album
- 2012 – Hello My Name Is...

### EP
- 2013 – Live in London
- 2016 – Nemesis

### Singoli
- 2010 – Wait for Me (con Shane Harper)
- 2011 – We Can Change The World
- 2011 – I'm Gonna Run To You
- 2012 – My Song For You (con Shane Harper)
- 2012 – Ready or Not
- 2013 – Hurricane
- 2016 – Atlantis
- 2016 – Do You Miss Me at All
- 2017 – Temperamental Love (feat. Devontée)
- 2017 – Can't Bring This Down (feat. Pell)
- 2017 – Diving (feat. RKCB)
- 2021 – New Song (demo)

### Colonne Sonore
- 2011 – Lemonade Mouth

## Tournée
- 2012 – Live in Concert
- 2013/14 – Summer Tour
- 2016/17 – Nemesis Tour

## Riconoscimenti
- Nickelodeon Kids' Choice Awards
  - 2012 – Nomination – Favorite TV Actress per Buona fortuna Charlie
  - 2013 – Nomination – Favorite TV Actress per Buona fortuna Charlie
  - 2014 – Nomination – Favorite TV Actress per Buona fortuna Charlie
- MTV Europe Music Awards
  - 2013 – Nomination – Best Push
  - 2013 – Nomination – Artist on the Rise
- Radio Disney Music Awards
  - 2013 – Nomination – Best Female Artist
  - 2013 – Vinto – Best Acoustic Performance per Ready or Not
  - 2013 – Nomination – Best Music Video Best Song per Ready or Not
- Teen Choice Awards
  - 2010 – Nomination – TV Breakout Star Female per Buona fortuna Charlie
  - 2013 – Nomination – Favorite TV Actress – Leading Role in a Comedy per Buona fortuna Charlie
- Young Artist Awards
  - 2012 – Nomination – Best Performance in a TV Series — Recurring Young Actress 17-21 per I maghi di Waverly
- World Music Awards
  - 2014 – Nomination – Best Live Act
  - 2014 – Nomination – World's Best Female Artist
  - 2014 – Nomination – World's Best Entertainer
  - 2014 – Nomination – World's Best Song per Ready or Not
  - 2014 – Nomination – World's Best Video per Ready or Not

## Doppiatrici italiane
Nelle versioni in italiano dei suoi lavori, Bridgit Mendler è stata doppiata da:
- Valentina Favazza in Lemonade Mouth, Buona fortuna Charlie, I maghi di Waverly, Dr. House - Medical Division, Undateable
- Letizia Ciampa in Buon quel che vi pare
- Alessia Rubini in Incinta o... quasi
- Veronica Puccio in The Clique
- Joy Saltarelli in Jonas
- Francesca Manicone in Jessie
- Gemma Donati in Nashville
- Rossa Caputo ne Il padre dell'anno

In Violetta viene lasciata la voce originale